# クズネツォフ NK-56
NK-56（露：НК-56）は、ソビエト連邦のN・D・クズネツォフ記念サマーラ科学技術複合がNK-25をベースに 開発していた高バイパス比ターボファンエンジンである。
NK-56は輸送機や旅客機用のエンジンとして1979年より開発が開始されたエンジンでIl-96などに搭載することを想定していた。NK-56は1983年5月の段階で3,630時間の試験を消化していたが、同年ソ連航空産業省の干渉によりIl-96のエンジンはソロヴィヨーフD-90（ソロヴィヨーフ PS-90）のみとなることになり、NK-56は開発の中止が命ぜられた。

## 仕様
- 推力
  - 18,000 kg（離陸時）
  - 3,600 kg（巡航時）
- バイパス比 5
- 全圧縮比 23（巡航時25.5）
- タービン入り口温度 1,571K
- 燃料消費率 0.58 kg/hr